# Tắm nước đá

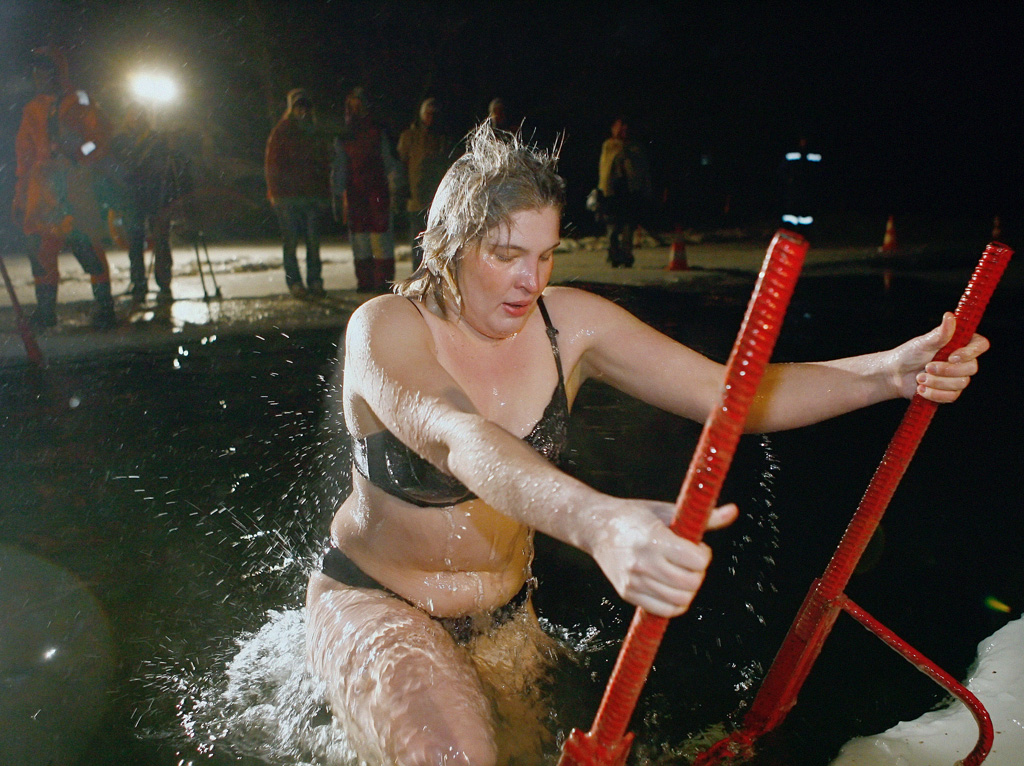
Nghi thức dầm mình trong nước đá (Ice hole bathing) ở Nga trong Lễ Hiển Linh

Tắm nước đá (Ice bath) hoặc đôi khi gọi là Ngâm nước lạnh (Cold-water immersion) hoặc Trị liệu bằng nước lạnh (Cold therapy) là một chế độ luyện tập thường diễn ra sau một thời gian tập luyện cường độ cao trong thể thao theo phương pháp này thì người ta sẽ ngâm một phần đáng kể thân thể trong bồn tắm nước đá, hay nước băng giá (gọi là tắm băng) hoặc nước đá trong một khoảng thời gian giới hạn. Mặc dù nó ngày càng trở nên phổ biến và được các vận động viên ở nhiều môn thể thao khác nhau chấp nhận nhưng phương pháp này đang gây tranh cãi bởi nó có nguy cơ gây ra hạ thân nhiệt, có khả năng bị sốc dẫn đến đột tử. Tắm nước đá tồn tại như một hoạt động bên ngoài thế giới thể thao và tập thể dục.

## Đại cương
Nhiều vận động viên đã ngâm mình trong nước lạnh sau khi tập luyện cường độ cao với niềm tin rằng nó giúp cơ thể mau phục hồi, tuy nhiên, các quá trình vật lý bên trong thân thể vẫn chưa được hiểu rõ và vẫn khó nắm bắt, bằng chứng ủng hộ việc ngâm mình trong nước lạnh như một phần của chế độ luyện tập thể thao vẫn chưa có kết luận thuyết phục với một số nghiên cứu cho thấy một số lợi ích nhẹ như giảm tổn thương và khó chịu ở cơ và giảm bớt chứng đau nhức cơ bắp khởi phát muộn với các nghiên cứu khác cho thấy rằng ngâm mình trong nước lạnh có thể làm chậm sự phát triển của cơ bắp và cản trở chế độ tập luyện tổng quát. Năm 2014 rộ lên phong trào thử thách Dội nước đá lên đầu (Ice Bucket Challenge).
Tắm đá có nguồn gốc trước đây được sử dụng để chống lại sự tiếp xúc với nhiệt độ cực cao ở một số nền văn hóa như người Maya ở Yucatan đã sử dụng phương pháp “tắm nước đá [và] tắm nước đá” như một “phương pháp điều trị say nắng”, sắc dân này phân loại các đối tượng và quá trình trong cuộc sống của họ có liên quan đến sức khỏe là “nóng” và “lạnh” và luôn cố gắng cân bằng cả hai. Trong bối cảnh này, sự cần thiết và số liệu thống kê về việc tắm nước đá không còn phù hợp nữa, vì việc thực hành này đúng hơn là một “sự thích nghi hành vi” đối với những người bản địa này. Mặc dù những lợi ích về mặt thể chất của việc tắm nước đá được coi là không đáng để mạo hiểm nhưng vẫn có nhiều người tin rằng việc tập luyện này cực kỳ có lợi cho sức khỏe tinh thần của một người, tắm nước đá thực sự không cần thiết nhưng có thể có tác động cực kỳ tích cực đối với một số người và không được bỏ qua như một cơ chế cải thiện sức khỏe tâm thần của một người.